# Garibal 16
El Garibal 16 pies es un microcrucero a vela, fabricado en fibra de vidrio por los astilleros Liberti SA de Murcia entre los años 1980 y 1988.

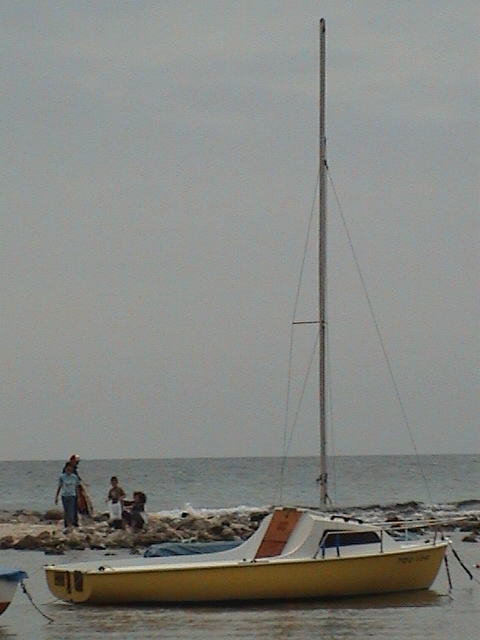
Velero Garibal 16 fondeado en una playa del Mediterráneo español

## Características
Anunciado como un "mini crucero familiar" (4,93 m. de eslora), sus características lo hacen muy versátil. Cuenta con una pequeña cabina con dos literas, un cofre de anclas a proa y una amplia bañera con dos bancos corridos en ambas bandas. Su poco calado (0,22 m.), la orza y el timón abatibles le permiten navegar por zonas de aguas someras, varar en una playa y botar el barco desde un remolque con gran facilidad, ya que tiene un peso reducido (320 kg.)

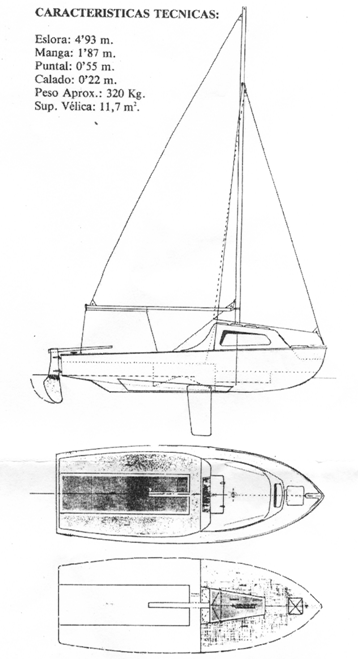
Planos del velero Garibal 16

Concebido para navegar a vela, cuenta con aparejo marconi. Arboladura compuesta por un mástil de 6 metros de longitud, con un piso de crucetas y dos pares de obenques. El foque original se desliza sobre el stay de proa mediante garruchos de bronce. La vela mayor se monta sobre una botavara de 2,5 metros de longitud. La superficie vélica total es de 11,7 m².
| GARIBAL 16        | CARACTERÍSTICAS TÉCNICAS |
| ----------------- | ------------------------ |
| ESLORA            | 4,93 m.                  |
| MANGA             | 1,87 m.                  |
| PUNTAL            | 0,55 m.                  |
| CALADO            | 0,22 m.                  |
| DESPLAZAMIENTO    | 320 kg.                  |
| SUPERFICIE VÉLICA | 11,7 m²                  |

El diseño procede casi con total seguridad del modelo 510 diseñado por Christian Maury en 1955 para los astilleros franceses Lucien Lanaverre, con algunas modificaciones. Comercializado también con la denominación Arcoa 510. También guarda una gran similitud con el modelo Foxtrot 17 de Jouët, diseñado por Y. Mareschal